# Оришимина

Оришимина на карте штата.

Оришимина (порт. Oriximiná) — муниципалитет в Бразилии, входит в штат Пара. Составная часть мезорегиона Байшу-Амазонас. Входит в экономико-статистический микрорегион Обидус. Население составляет  62 794 человек на 2010 год. Занимает площадь 107 603,400 км². Плотность населения — 0,58 чел./км².

## История
Город основан 13 июня 1877 года.

## Демография
Согласно сведениям, собранным в ходе переписи 2010 г. Национальным институтом географии и статистики (IBGE), население муниципалитета составляет:
| Полное население                               | Полное население                               | Полное население                               | Полное население                               | 62 794 |
| ---------------------------------------------- | ---------------------------------------------- | ---------------------------------------------- | ---------------------------------------------- | ------ |
| в том числе:                                   | Городское население                            | 40 147                                         | Процент городского населения, %                | 63,93  |
|                                                | Сельское население                             | 22 647                                         | Процент сельского населения, %                 | 36,07  |
|                                                | Мужское население                              | 31 756                                         | Процент мужского населения, %                  | 50,57  |
|                                                | Женское население                              | 31 038                                         | Процент женского населения, %                  | 49,43  |
| Плотность населения, чел/км²                   | Плотность населения, чел/км²                   | Плотность населения, чел/км²                   | Плотность населения, чел/км²                   | 0,58   |
| Население муниципалитета в % к населению штата | Население муниципалитета в % к населению штата | Население муниципалитета в % к населению штата | Население муниципалитета в % к населению штата | 0,83   |

По данным оценки 2015 года население муниципалитета составляет 69 024 жителя.

## Статистика
- Валовой внутренний продукт на 2005 год составляет 776 845 000,00 реалов (данные: Бразильский институт географии и статистики).
- Валовой внутренний продукт на душу населения на 2005 год составляет 14 620,00 реалов (данные: Бразильский институт географии и статистики).
- Индекс развития человеческого потенциала на 2000 год составляет 0,717 (данные: Программа развития ООН).

## Важнейшие населенные пункты
| № | Населённый пункт  | Населённый пункт (порт.) | Категория         | Население чел. (2010) | На карте                       |
| - | ----------------- | ------------------------ | ----------------- | --------------------- | ------------------------------ |
| 1 | Оришимина         | Oriximiná                | город             | 40 147                | 1°45′51″ ю. ш. 55°51′43″ з. д. |
| 2 | Порту-Тромбетас   | Porto Trombetas          | поселок           | 2761                  | 1°28′15″ ю. ш. 56°22′29″ з. д. |
| 3 | Мапера            | Mapuera                  | индейская деревня | 730                   | 0°41′51″ ю. ш. 57°58′25″ з. д. |
| 4 | Кашуэйра-Портейра | Cachoeira Porteira       | поселок           | 309                   | 1°04′56″ ю. ш. 57°02′47″ з. д. |